# Parque eólico de Monte Redondo
El Parque eólico de Monte Redondo es una agrupación de aerogeneradores, segundo de Latinoamérica en tamaño, propiedad de la empresa francesa Engie. Fue creado en octubre de 2009. Está ubicado en la comuna de Canela (Chile), a 325 kilómetros hacia el norte de Santiago de Chile, en la región de Coquimbo. Es uno de varios proyectos de energías renovables que existen en la región, entre los cuales se encuentran también: el Parque eólico Canela I y Parque eólico Canela II, Parque eólico Punta Colorada y el Parque eólico El Totoral (de la empresa Norvind S.A).
El Parque eólico de Monte Redondo cuenta con 24 aerogeneradores Vestas V90 de 2 MW cada uno, y tiene una capacidad total de 48 MW, que alimenta el Sistema Eléctrico Nacional. Se calcula que entrega energía limpia a más de 60 mil hogares y evita un equivalente a más de 70 mil toneladas de CO2 al año.

## Montaje
Las turbinas llegaron en barco desde sus fábricas de origen hasta el puerto de Coquimbo, y fueron transportadas en camiones especiales hasta el lugar de instalación, ya que cada torre mide 80 metros de alto y tiene tres aspas de más de 44 m de longitud.

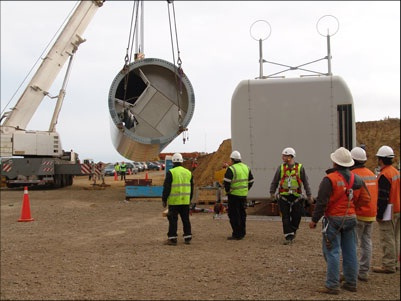
Las piezas del molino llegan al lugar
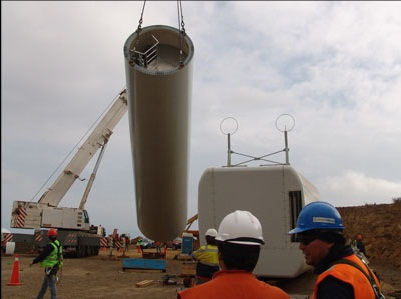
Comienza el armado de las torres
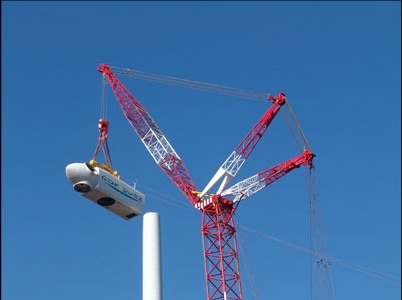
El rotor es colocado mediante grúas
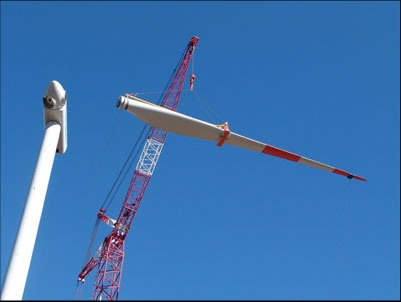
Luego se colocan las hélices

## Ampliación
En el primer trimestre de 2011, se sumaron 5 nuevos aerogeneradores a los 19 originalmente instalados, totalizando una potencia instalada de 48 MW de potencia en el Sistema Eléctrico Nacional (SEN). Adicionalmente, se construirá un mirador para recibir las visitas al parque eólico. Esta ampliación del parque permitirá reducir las emisiones de gases con efecto invernadero en unas 20 mil toneladas de CO2 al año.[cita requerida]

## El parque hoy
Actualmente (2009) el parque eólico está tramitando la obtención de Bonos de Carbono, ante el Mecanismo de Desarrollo Limpio del Protocolo de Kioto, dado que permite reducir la cantidad de emisiones de gases equivalente a 15 mil autos.[cita requerida]